# Enoploides harpax
Enoploides harpax är en rundmaskart som beskrevs av Christian Wieser 1959. Enoploides harpax ingår i släktet Enoploides och familjen Enoplidae. Inga underarter finns listade i Catalogue of Life.